# جامعة طوكيو للدراسات الأجنبية

صورة لحرم جامعة طوكيو للدراسات الأجنبية

جامعة طوكيو للدراسات الأجنبية بالإنجليزية واليابانية (東京外国語大学, Tōkyō gaikokugo daigaku) وعادة ماتختصر بـ قايداي 外大 باللغة اليابانية و TUFS باللغة الإنجليزية. تعتبر القايداي في قمة الجامعات اليابانية ذات العلاقة باللغات الاجنبية والدراسات الدولية. كذلك تحتوي على ارقى المعاهد العالمية في الدراسات الافرو-آسيوية.

## تاريخ الجامعة
تعتبر الجامعة من أقدم المعاهد والمدارس اليابانية ذات العلاقة في الدراسات الدولية. وكانت بدايتها كمعهد للابحاث الوثائق الأجنبية (蛮書調所, Bansho Shirabesho). بعد ذلك، أسست كمعهد أبحاث وتعليم مستقل واخذت اسم جامعة طوكيو للغات الأجنبية. (東京外國語學校, Tōkyō gaikokugo gakkō) في عام 1899 ميلادية.

## الحرم الجامعي
الحرم الجامعي يوجد في منطقة فوتشو 府中.

## العلاقة مع الجامعات العربية
ترتبط الجامعة مع العديد من الجامعات العربية خاصة لكونها تهتم بالدراسات الدولية ومنها دراسات الشرق الأوسط ومن تلك الجامعات
- سوريا
  - جامعة دمشق
- مصر
  - جامعة القاهرة
  - جامعة عين شمس
- فلسطين
  - جامعة بيرزيت

## وصلات خارجية
- الموقع الرئيسي للجامعة باللغة الإنجليزية
- قسم اللغة العربية بالجامعة